# Bokel (Ahlerstedt)
Bokel ist ein Ortsteil der Gemeinde Ahlerstedt im Landkreis Stade (Niedersachsen).

## Geographie
Die Aue durchfließt Bokel im Nordosten.

### Nachbarorte
| Ottendorf | Ahlerstedt                                  |                 |
|           | Kompassrose, die auf Nachbargemeinden zeigt | Ahrenswohlde    |
| Wangersen |                                             | Klein Wangersen |

## Geschichte
Bokel ist wahrscheinlich in der Zeit vom 15. Jahrhundert bis zum 17. Jahrhundert als Kolonie zwischen den Dörfern Ahlerstedt und Wangersen gegründet worden.

### Einwohnerentwicklung
| Jahr | Einwohner          |
| ---- | ------------------ |
| 1824 | 2 Feuerstellen     |
| 1848 | 41 Leute, 6 Häuser |
| 1910 | 92                 |
| 1925 | 131                |
| 1933 | 128                |
| 1939 | 125                |

### Regionale Zugehörigkeit
Vor 1885 gehörte Bokel zur Börde Ahlerstedt im Amt Harsefeld, nach 1885 zum Kreis Stade und seit 1932 zum heutigen Landkreis Stade.
Von 1967 bis zum 1. Juli 1972 war Bokel Mitgliedsgemeinde der Samtgemeinde Ahlerstedt, wurde aber im Zuge der Gemeindereform in Niedersachsen zum 1. Juli 1972 nach Ahlerstedt eingemeindet.

### Kirche
Bokel ist evangelisch-lutherisch geprägt und gehört zum Kirchspiel der Kirche Ahlerstedt.

## Kultur und Sehenswürdigkeiten

### Baudenkmale
In der Liste der Baudenkmale in Ahlerstedt ist für Bokel ein Baudenkmal eingetragen:
- Chaussee 6: Wohnhaus

### Vereine
- Reit- und Fahrverein Bokel und Umgebung e. V.
- Heimatverein Bokel e. V.[5]

## Wirtschaft und Infrastruktur

### Wirtschaft
Vor Ort gibt es einen Mitsubishi-Autohandel. Zudem gibt es handwerkliche und landwirtschaftliche Betriebe.

### Verkehr
Bokel liegt an der Landesstraße 124, die im Südwesten nach Wangersen, Heeslingen und Zeven und im Nordosten nach Ahlerstedt und Harsefeld führt. Im Osten zweigt die Landesstraße 127 ab, die nach Ahrenswohlde und Apensen führt. Eine kleinere Straße führt auch nach Ottendorf.